# BBC Sessions (Saxon)
BBC Sessions è un album raccolta del gruppo musicale britannico Saxon, contenente registrazioni realizzate nel corso degli anni ottanta per la BBC e pubblicata nel 1998.

## Tracce
Friday Rock Show 15/2/80

1.  Backs to the Wall - 3:18 

2.  Stallions of the Highway - 2:47 

3.  Motorcycle Man - 3:47 

4.  Still Fit to Boogie - 2:45 

5.  747 (Strangers in the Night) - 5:01

Studio B15 Live 25/5/82

6.  20,000 FT - 3:18

7.  Dallas 1PM - 6:00 

8.  The Eagle Has Landed - 7:24

Reading Festival/Friday Rock Show 26/6/86

9.  Power and the Glory - 7:06 

10. Never Surrender - 4:01 

11. Rock the Nations - 5:10 

12. Wheels of Steel - 6:07 

13. Waiting for the Night - 4:39 

14. Strong Arm of the Law - 6:25

## Musicisti
- Biff Byford - voce
- Paul Quinn - chitarra
- Graham Oliver - chitarra
- Steve Dawson - basso (1-8)
- Paul Johnson - basso (9-14)
- Pete Gill - batteria (1-5)
- Nigel Glockler - batteria (6-14)